# Billy Aaron Brown
Billy Aaron Brown (Clarinda, 28 luglio 1981) è un attore statunitense.

## Biografia
Brown decise di diventare attore all'età di 18 anni, subito dopo essersi diplomato presso la Clarinda High School. Debuttò nel 2000 recitando in tre episodi della serie TV Undressed e l'anno dopo in due episodi di Boston Public e nel film Holiday in the Sun. Nel 2002 entra a far parte del cast della sitcom 8 semplici regole, nel ruolo di Kyle, il fidanzato di Bridget, interpretata da Kaley Cuoco. 
Proseguì poi la sua carriera continuando a recitare come guest star in diverse serie TV come Il tocco di un angelo, NCIS - Unità anticrimine, CSI - Scena del crimine e Ghost Whisperer.

## Filmografia

### Cinema
- Holiday in the Sun, regia di Steve Purcell (2001)
- Due gemelle on the road (Getting There), regia di Steve Purcell (2002)
- Due gemelle quasi famose (The Challenge), regia di Craig Shapiro (2003)
- Jeepers Creepers 2 - Il canto del diavolo 2 (Jeepers Creepers 2), regia di Victor Salva (2003)

### Televisione
- Undressed - serie TV, 3 episodi (2000)
- Boston Public - serie TV, 2 episodi (2001)
- Due gemelle e un maggiordomo (So Little Time) - serie TV, 1 episodio (2002)
- 8 semplici regole (8 Simple Rules) - serie TV, 31 episodi (2002-2004)
- Il tocco di un angelo (Touched by an Angel) - serie TV, 1 episodio (2002)
- La sfida di Jace (Going to the Mat), regia di Stuart Gillard - film TV (2004)
- Il cuore di David (Searching for David's Heart), regia di Paul Hoen - film TV (2004)
- Primal Park - Lo zoo del terrore (Attack of the Sabretooth), regia di George Trumbull Miller - film TV (2005)
- NCIS - Unità anticrimine (NCIS) - serie TV, 1 episodio (2005)
- Ghost Whisperer - serie TV, 1 episodio (2007)
- Underemployed - Generazione in saldo (Underemployed) - serie TV, 2 episodi (2012)
- CSI - Scena del crimine (CSI: Crime Scene Investigation) - serie TV, 1 episodio (2013)
- Chicago P.D. - serie TV, 1 episodio (2014)
- Mike & Molly - serie TV, 1 episodio (2015)

## Doppiatori italiani
Nelle versioni in italiano delle opere in cui ha recitato, Billy Aaron Brown è stato doppiato da:
- Francesco Pezzulli in 8 semplici regole
- Corrado Conforti in Jeeper Creepers 2
- Fabrizio Picconi in NCIS - Unità anticrimine
- Gianfranco Miranda in Ghost Whisperer - Presenze
- Massimiliano Virgilii in CSI - Scena del crimine
- Alessandro Budroni in Chicago P.D.